# Doppelpfarrhaus (Cottbus)

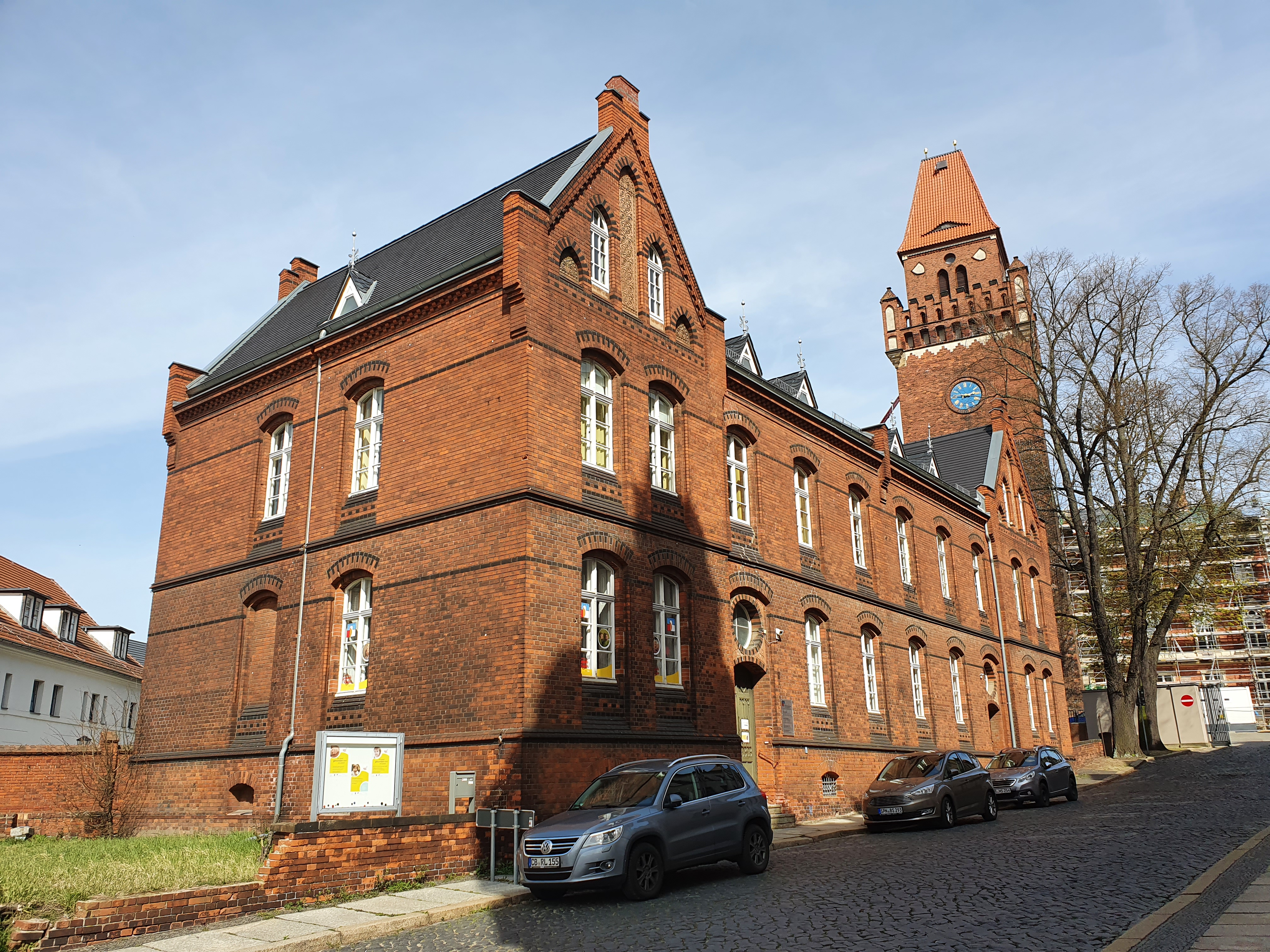
Doppelpfarrhaus in Cottbus (2022)

Das sogenannte Doppelpfarrhaus ist ehemals von zwei Pfarrgemeinden genutztes Pfarrhaus in der Stadt Cottbus in Brandenburg. Es befindet sich im Stadtteil Mitte, unmittelbar nördlich des Cottbuser Amtsgerichts und knapp 150 Meter östlich der Oberkirche St. Nikolai. Das Gebäude ist ein eingetragenes Baudenkmal in der Denkmalliste des Landes Brandenburg.

## Geschichte und Architektur
Das Doppelpfarrhaus wurde im Jahr 1891 nach einem Entwurf des Baurates Robert Beutler errichtet und diente als Pfarrhaus für die Kirchengemeinden der Oberkirche St. Nikolai sowie der Klosterkirche. Die beiden Pfarrhäuser wurden spiegelsymmetrisch aneinander gebaut und umfassten neben den Wohnräumen für den Superintendenten und den Diakon auch Gemeinderäume. Von 1945 bis 1993 befand sich in dem Gebäude der Sitz der Zentralverwaltung für Statistik. Seitdem befindet sich in dem Pfarrhaus die Diakoniestation der Stadt Cottbus. Im Jahr 1997 wurde das Doppelpfarrhaus saniert.
Das Gebäude ist ein Sichtziegelbau mit zehn Achsen und streng symmetrisch gegliedert. An den Gebäudeecken befinden sich überhöhte Seitenrisalite, im sechsachsigen Mitteltrakt befinden sich jeweils neben den Risaliten segmentbogige Eingangsportale mit darüber liegenden Ochsenaugenfenstern. Das Doppelpfarrhaus hat mit Schiefer gedeckte Satteldächer und stichbogige Fensteröffnungen. Die Fassade selbst ist nur mit einigen lasierten Formsteinen verziert. Im Innenraum des Gebäudes ist die bauzeitliche Ausstattung zum Teil erhalten, die frühere Zweiteilung aus der Zeit der Nutzung als Pfarrhaus ist nicht mehr erkennbar. Im Flur des westlichen Eingangsbereichs befindet sich eine rekonstruierte Schablonenmalerei.